# 로어링 포티즈

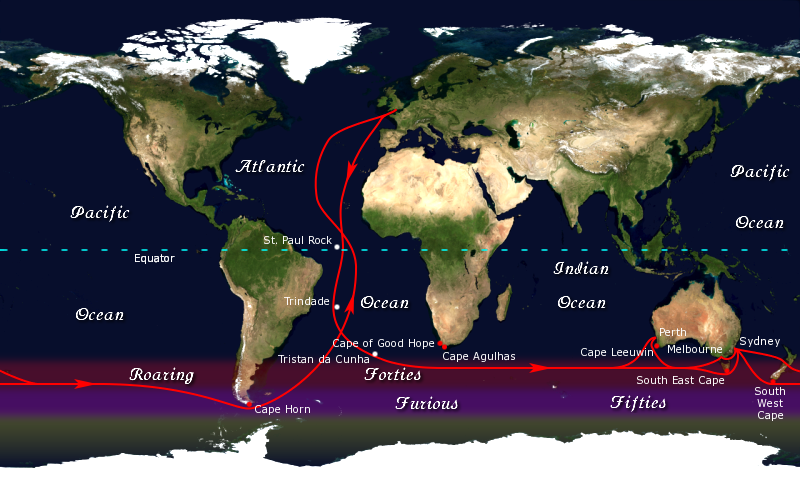
영국과 오스트레일리아/뉴질랜드를 잇는 클리퍼 루트

로어링 포티즈(Roaring Forties)는 남위 40°와 50° 사이에 대하여 항해자들에 의해 붙여진 이름이며, 그 이유는 몹시 세차고 자주 불어오는 편서풍 때문이다. 이 바람은 코리올리 효과(Coriolis effect)에 의한 것이다. 이 지역에는 바람을 가로막을 대륙이 없기 때문에 이 바람은 남반구에서, 특히 현재 남극해(Southern Ocean)이라고 불리는 남인도양에서 매우 강하다.
뉴질랜드 웰링턴은 로어링 포티즈에 있는 유일한 수도이다. 태즈메이니아섬 및 오스트레일리아 남쪽 주들은 모두 로어링 포티즈에 들어가며, 그 때문에 적은 인구와 바람에 풍화된 서부 해안을 가진다.
이 지역의 편서풍은 클리퍼 루트에서 중요한 구실을 맡고 있다.
이 바람은 1610년 네덜란드인 항해자 헨드릭 브라우워에 의해 발견된 것으로 추정되는데, 바타비아(네덜란드 동인도회사)를 향해 인도양을 급속히 통과한다. 포르투갈 항해자들에 의해 개척된 전통적인 루트는 희망봉을 지나 동아프리카 해안을 따라 모잠비크 해협을 지나 인도양을 가로질러 인도를 경우한다. 하지만 포르투갈인들이 모잠비크를 점유하고 있고 항행상의 위험으로 인해 이 길은 매력적이지 못하였다. 마다가스카르 동쪽으로 항행하는 것 또한 일정치 못한 바람과 해류, 그리고 적도 무풍지대에서 정지하여 선원들이 죽어갈 위험으로 인해 문제가 있었다.
해결책은 1610년 브라우워에 의해 발견되었는데, 남위 35°~40°에서 동쪽으로 항행하다가 동경 110°에서 북쪽으로 배를 돌리는 것이다. 지속적인 편서풍, 일명 브라우워 루트를 이용함으로써 항해시간을 6개월까지 단축하게 되었고, 모든 네덜란드 선박에게 의무화되었다. 하지만 17세기에는 동경 110°에 대한 측량이 과학적이지 못하여 많은 배들이 암초나 서부 오스트레일리아 연안에 좌초되었다.

## 같이 보기
- 남극순환류
- 클리퍼 항로